# Dexters laboratorium
Dexters Laboratorium er en amerikansk tegnefilmserie som går på Cartoon Network skabt af Craig McCracken, Genndy Tartakovsky og Chris Savino. Serien handler om den yderst kloge Dexter, som tilbringer megen tid i sit hemmelige laboratorium. Uanset hvor hårdt han prøver, kan han ikke holde sin søster, Dee-Dee, ude af laboratoriet. Desuden plages han ofte af sin rival, den ligeså yderst intelligente Mandark/Susan.
Afsnittene er mange gange selvstændige og ender ofte med uafklarede ting og situationer, der i princippet umuliggør næste afsnit, f.eks. at verden går under.

## Medvirkende

### Danske stemmer
| Skuespiller     | Rolle(r) | Noter |
| --------------- | -------- | ----- |
| Lars Thiesgaard | Dexter   |       |
| Pauline Rehné   | Dee Dee  |       |
| Timm Mehrens    | Mandark  |       |
| Ann Hjort       | Mor      |       |
| Timm Mehrens    | Far      |       |

## Afsnit
| Sæson | Sæson       | Segmenter | Afsnit   | Oprindelig sendt  | Oprindelig sendt   |
| Sæson | Sæson       | Segmenter | Afsnit   | Start             | Slut               |
| ----- | ----------- | --------- | -------- | ----------------- | ------------------ |
|       | Pilotafsnit | N/A       | 4        | 26. februar 1995  | 14. april 1996     |
|       | 1           | 34        | 13       | 27. april 1996    | 1. januar 1998     |
|       | 2           | 72        | 39       | 16. juli 1997     | 15. juni 1998      |
|       | Ego Trip    | Ego Trip  | Ego Trip | 10. december 1999 | 10. december 1999  |
|       | 3           | 72        | 13       | 18. november 2001 | 20. september 2002 |
|       | 4           | 38        | 13       | 22. november 2002 | 20. november 2003  |